# Arbeitsgericht Bremen-Bremerhaven
Das Arbeitsgericht Bremen-Bremerhaven ist seit 2004 das einzige Arbeitsgericht des Bundeslandes der Freien Hansestadt Bremen.

## Gerichtssitz und -bezirk

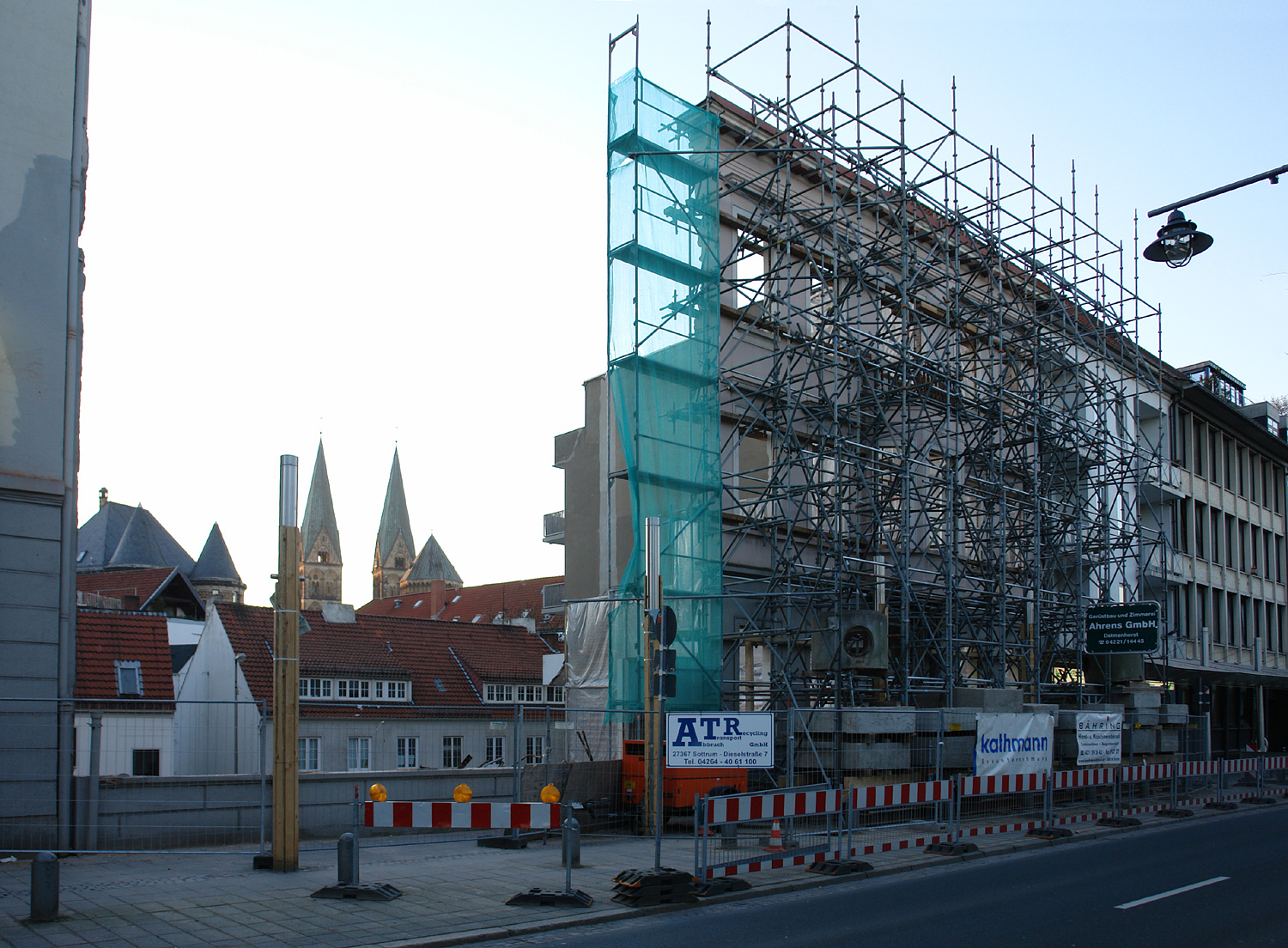
Baustelle Am Wall 197

Das Arbeitsgericht Bremen-Bremerhaven hat seinen Sitz in Bremen. Gerichtsbezirk ist das gesamte Gebiet des Bundeslandes. Im 419 km² großen Gerichtsbezirk leben mehr als 663.000 Menschen.
Die Hauptstelle des Arbeitsgerichts befindet sich im Justizzentrum Am Wall (Am Wall 198, 28195 Bremen). Im November 2008 zog das Arbeitsgericht in das früher von der Polizei genutzte Gebäude Am Wall 198, 28195 Bremen und dort zusammen mit dem Landesarbeitsgericht und dem Oberlandesgericht näher an die übrigen Justizbehörden rücken.
Einzelne Kammern sind in Bremerhaven untergebracht, im ehemaligen Leher Rathaus (Brookstraße 1, 27580 Bremerhaven).

## Organisation und Personal
Das Arbeitsgericht Bremen und das Arbeitsgericht Bremerhaven wurden zum 25. November 2004 zusammengelegt, um das richterliche Personal flexibler einsetzen zu können. Am Arbeitsgericht Bremerhaven war der Direktor zum 31. Mai 2003 ausgeschieden, zuletzt waren nur noch 1,5 Richterstellen besetzt. Am Arbeitsgericht Bremen-Bremerhaven sind etwa 12 Richter beschäftigt. Im Jahr werden rund 5000 Eingänge verzeichnet. 2015 waren 26 Mitarbeiter beim Arbeitsgericht beschäftigt.
Direktorin des Arbeitsgerichts Bremen-Bremerhaven ist Danka Lewin.

## Instanzenzug
Das Arbeitsgericht ist dem Landesarbeitsgericht Bremen untergeordnet, das seinen Sitz ebenfalls in Bremen hat. Diesem ist das Bundesarbeitsgericht übergeordnet.

## Entscheidungen
Das Arbeitsgericht Bremen ist durch eine arbeitnehmerfreundliche Entscheidung zum Lohnwucher aufgefallen. Es ging in einem Fall, in dem eine Monatsvergütung gezahlt wurde, die unter dem seinerzeitigen Sozialhilfesatz lag, von Lohnwucher aus, obwohl der Tariflohn nur geringfügig unterschritten wurde.